# Fiesta de la manzana esperiega
La Feria de la Manzana Esperiega es un festejo anual en homenaje a esta fruta mítica que tiene lugar en los pueblos del Rincón de Ademuz, provincia de Valencia (Comunidad Valenciana, España).

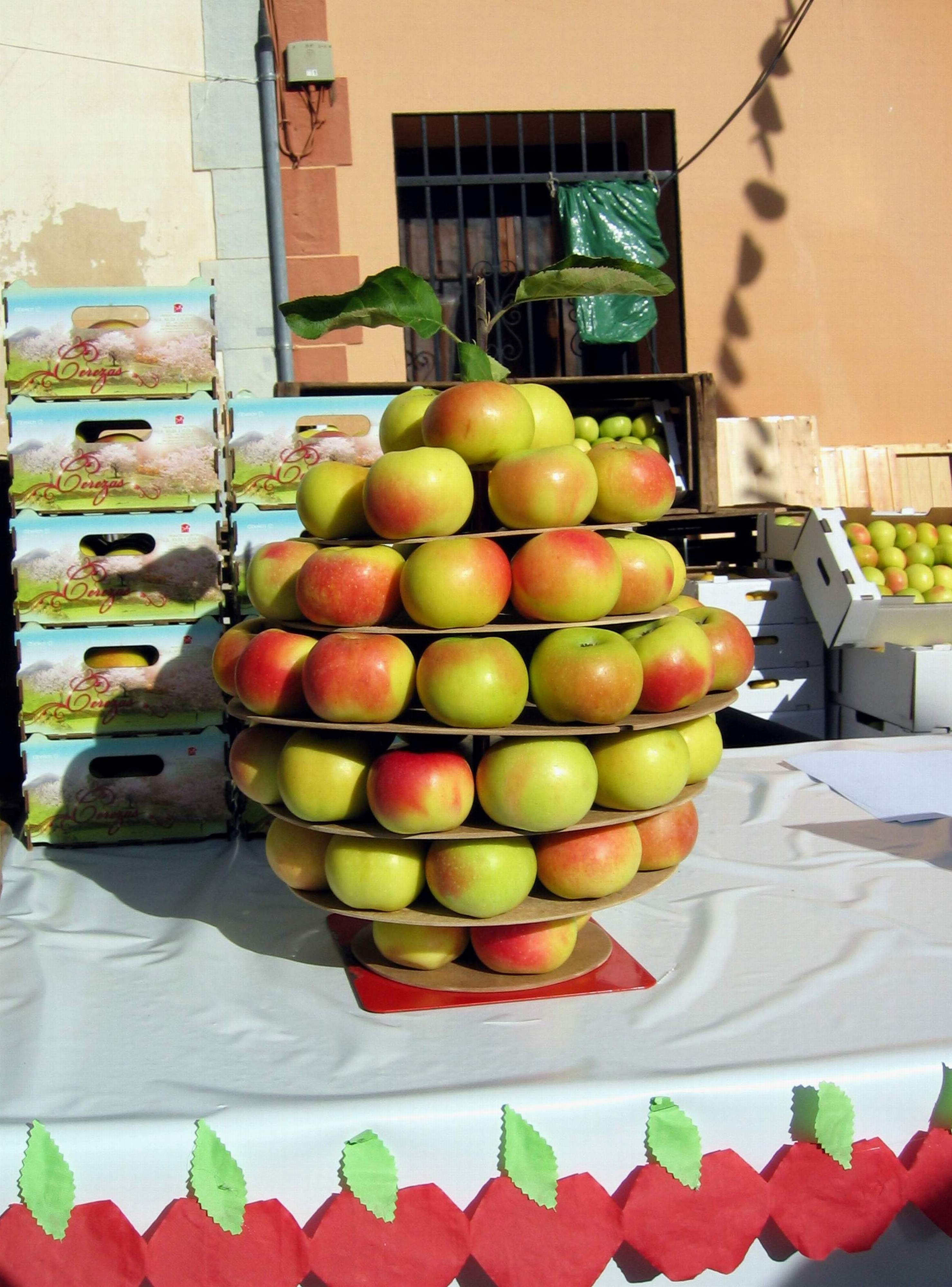
Detalle de presentación en el Mercado agroalimentario de la IV Fiesta de la Manzana Esperiega (Torrebaja, Valencia), 2016.

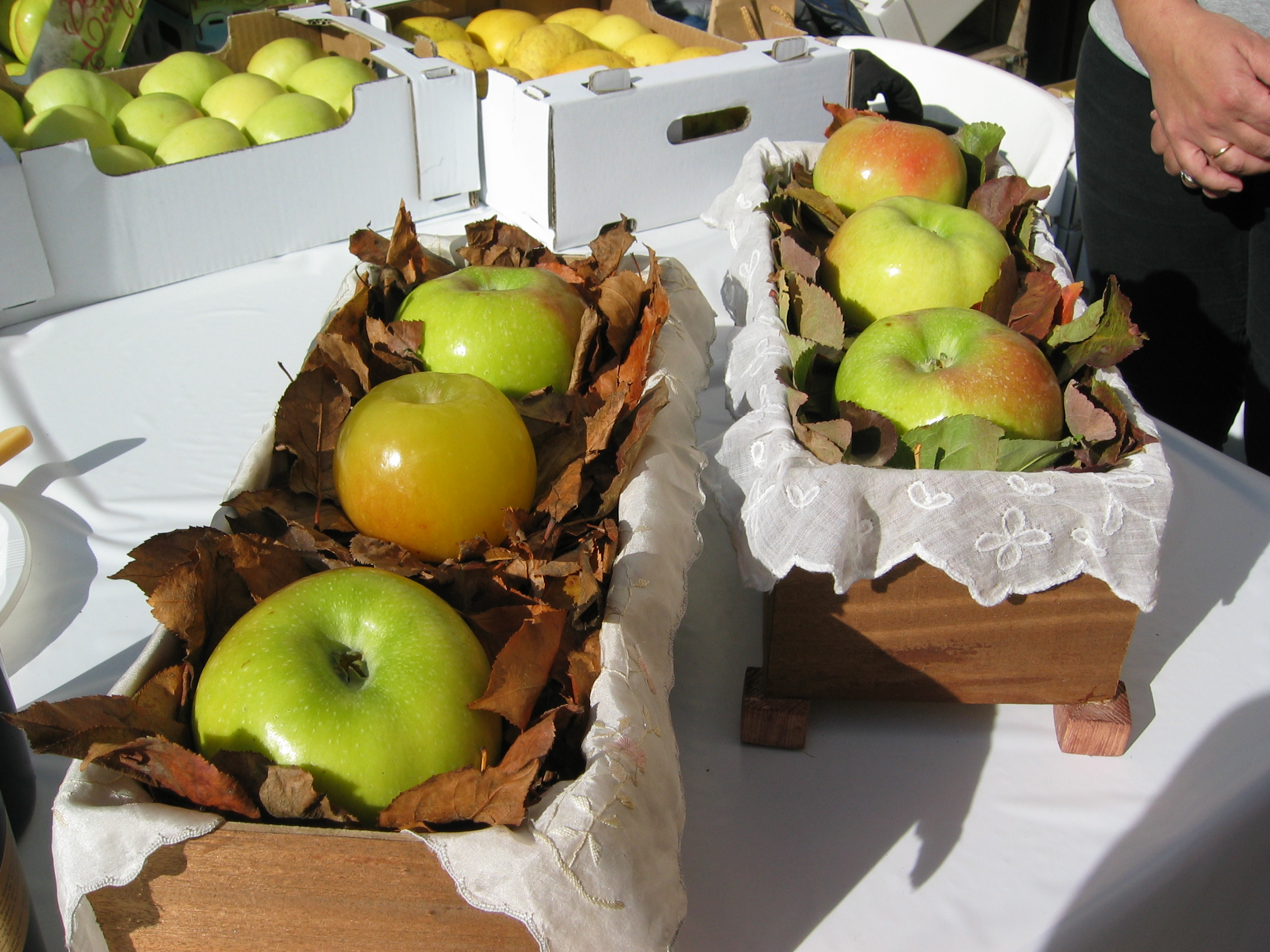
Detalle de presentación en el Mercado agroalimentario de la IV Fiesta de la Manzana Esperiega (Torrebaja, Valencia), 2016.

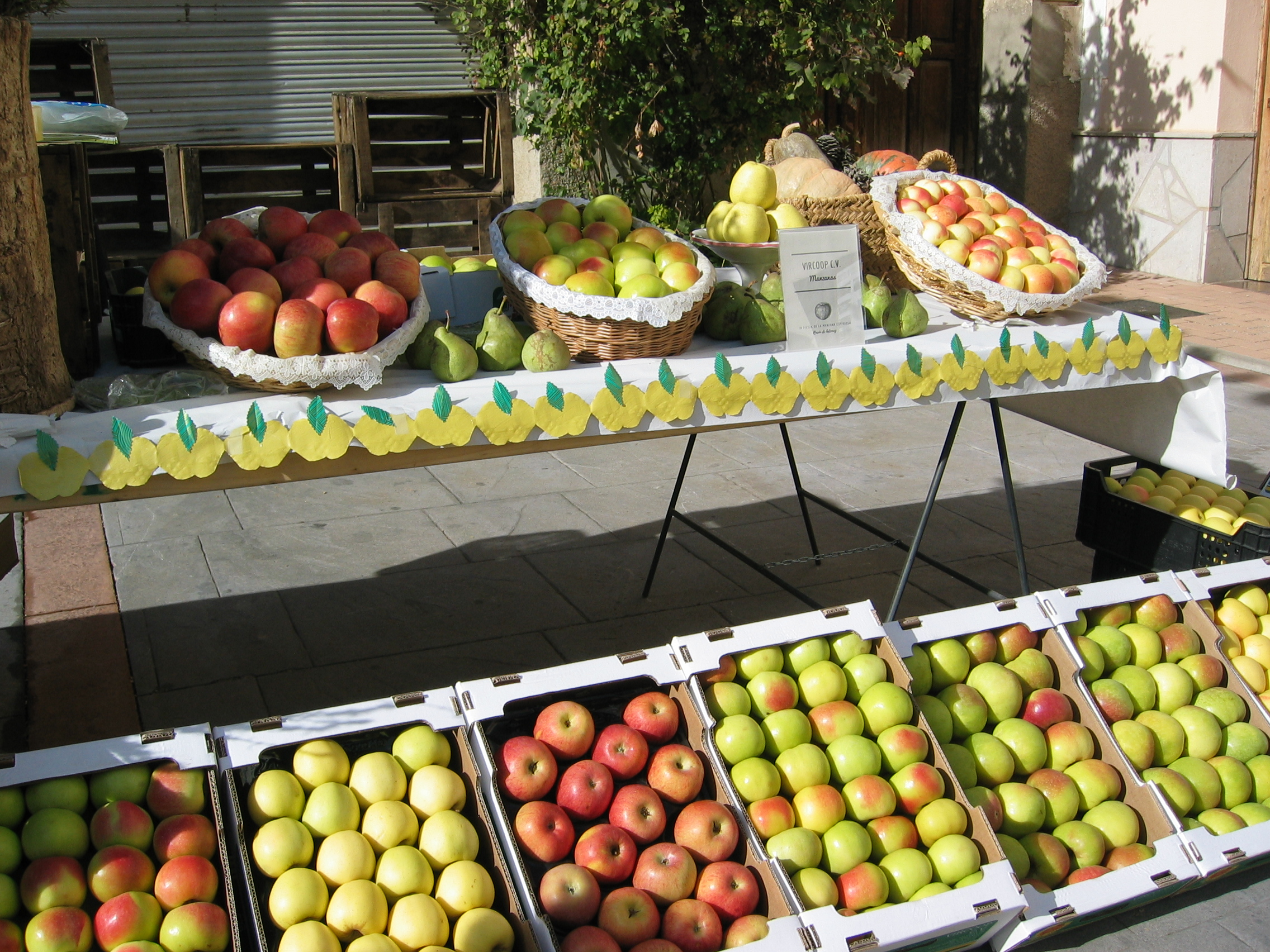
Puesto de fruta en el Mercado agroalimentario de la IV Fiesta de la Manzana Esperiega (Torrebaja, Valencia), 2016.

La celebración la organiza la Asociación Turística del Rincón de Ademuz (ATRA), incluye actos lúdico-festivos y comerciales en torno a la manzana esperiega, una variedad específica de la comarca.

## Historia
Tiene su precedente en las ferias comarcales de otoño celebradas en la zona a principios de la centuria, organizadas por los Grupos de Acción Local (GAL), al amparo de los fondos Leader y el Fondo Europeo Agrario de Desarrollo Rural (FEADER).
Desde el año 2013, la Feria de la Manzana Esperiega se ha celebrado en distintos municipios de la comarca:
- I Fiesta en Ademuz (2013), los días 6, 7 y 8 de diciembre.[4]
- II Fiesta en Ademuz (2014), los días 1 y 2 de noviembre.[5]
- III Fiesta en Castielfabib (2015), los días 15 y 16 de noviembre.[6]
- IV Fiesta en Torrebaja (2016), los días 12 y 13 de noviembre.[7]
- V Fiesta en Casas Altas (2017), los días 4 y 5 de noviembre.[8]
- VI Fiesta en Casas Bajas (2018), los días 1 al 4 de noviembre.[9]
- VII Fiesta en Ademuz (2019), los días 22, 23 y 24 de noviembre.[10]
- VIII Fiesta en Vallanca (2022), los días 25, 26 y 27 de noviembre.[11]
- IX Fiesta en Castielfabib (2023), los días 17, 18 y 19 de noviembre.[12]
- X Fiesta en Torrebaja (2024), los días 15, 16 y 17 de noviembre.[13]

## Fruta y fiesta
La fiesta de la manzana constituye una celebración en torno a la manzana en general y a la esperiega en particular:

«La esperiega es una variedad (de manzana) autóctona que solo se puede cultivar en el Rincón de Ademuz, ya que esta comarca disfruta de las condiciones climatológicas idóneas para ello. Sus características a destacar son una pulpa dura, su sabor más azucarado y el hecho de que no necesita cámara para conservarse, es más, puede mantenerse perfecta durante varios meses y sin refrigerar».
Fiesta de la manzana esperiega en el Rincón de Ademuz, Turisme a les comarques de València

Aunque se considera autóctona del Rincón de Ademuz, lo cierto es que también puede encontrarse en municipios del entorno comarcal más próximo de Cuenca y Teruel.

## Ubicación, descripción y actividades
Se suelen ubicar en la plaza mayor y calles anexas, con actos variados en distintos puntos de cada localidad.
Articuladas en torno a un mercado de productos agroalimentarios y mercadillo de artesanía.
Junto a la actividad comercial se desarrollan una serie de actividades:
- Culturales: charlas-coloquio, presentación de libros, guías de temática local, exposiciones de fotografía, pintura, escultura, visita a monumentos y construcciones vernaculares, parajes singulares, yacimientos arqueológicos, certámenes literarios de narrativa breve, concursos de pintura, visita a los campos de cultivo y cooperativa.
- Lúdico-festivas: cuentacuentos para niños, juegos tradicionales, actuaciones musicales, bailes.
- Gastronómicas: “Ruta de la tapa” por los distintos municipios y locales que colaboran en su preparación, con la particularidad de que las tapas deben estar basadas o tener como componente manzana, concurso de tartas y pasteles de manzana, comida popular (gachas de panizo, puchero de pueblo...) para los asistentes.

Entre las actividades destacan dos concursos relacionados con la manzana:
- Mejor Manzana Esperiega
- Tapa más sabrosa del Rincón de Ademuz
- Tartas y pasteles de manzana

## Galería

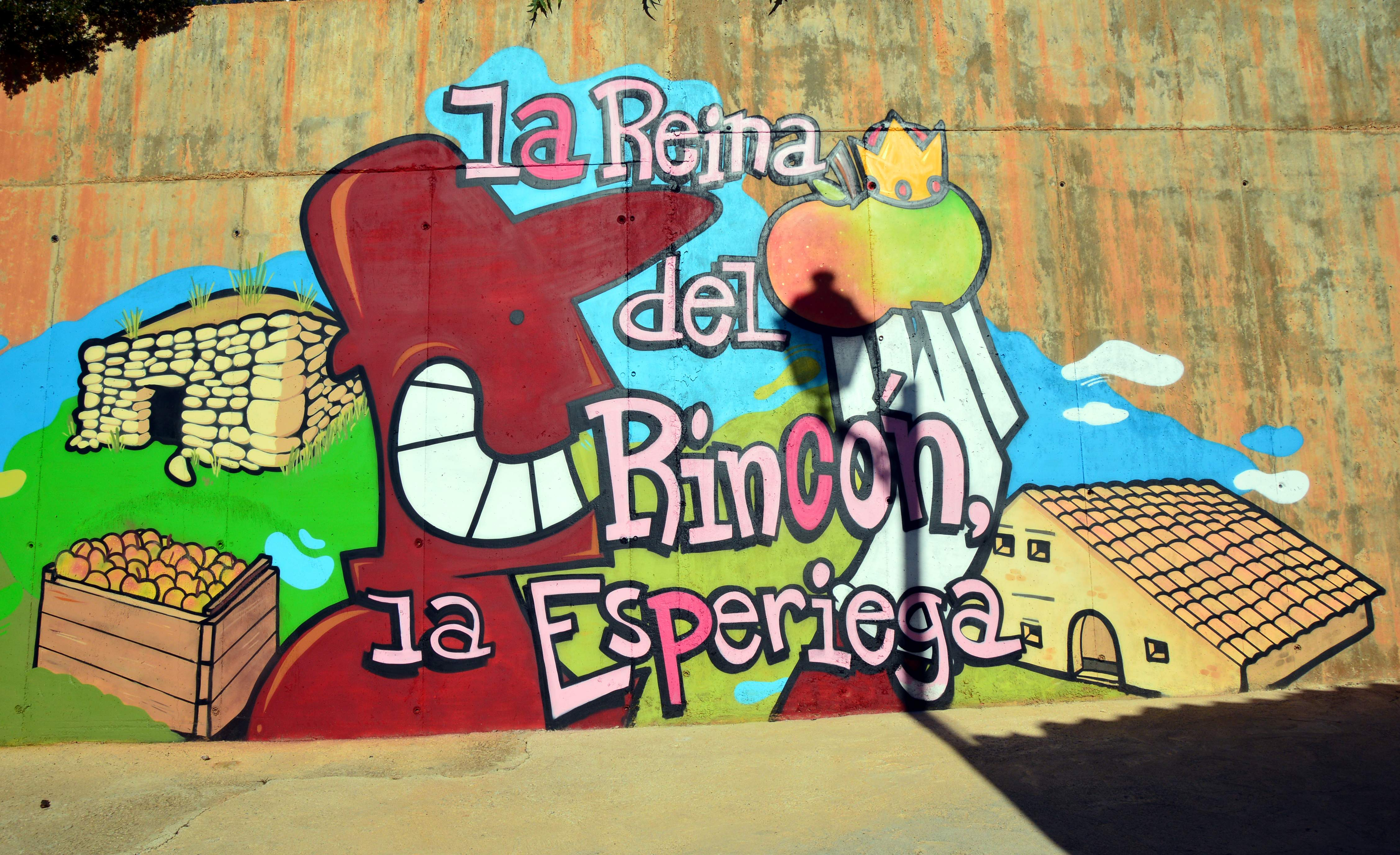
Grafiti en El Cerrado de Casas Bajas, relativo a la VI Fiesta de la Manzana (2018).
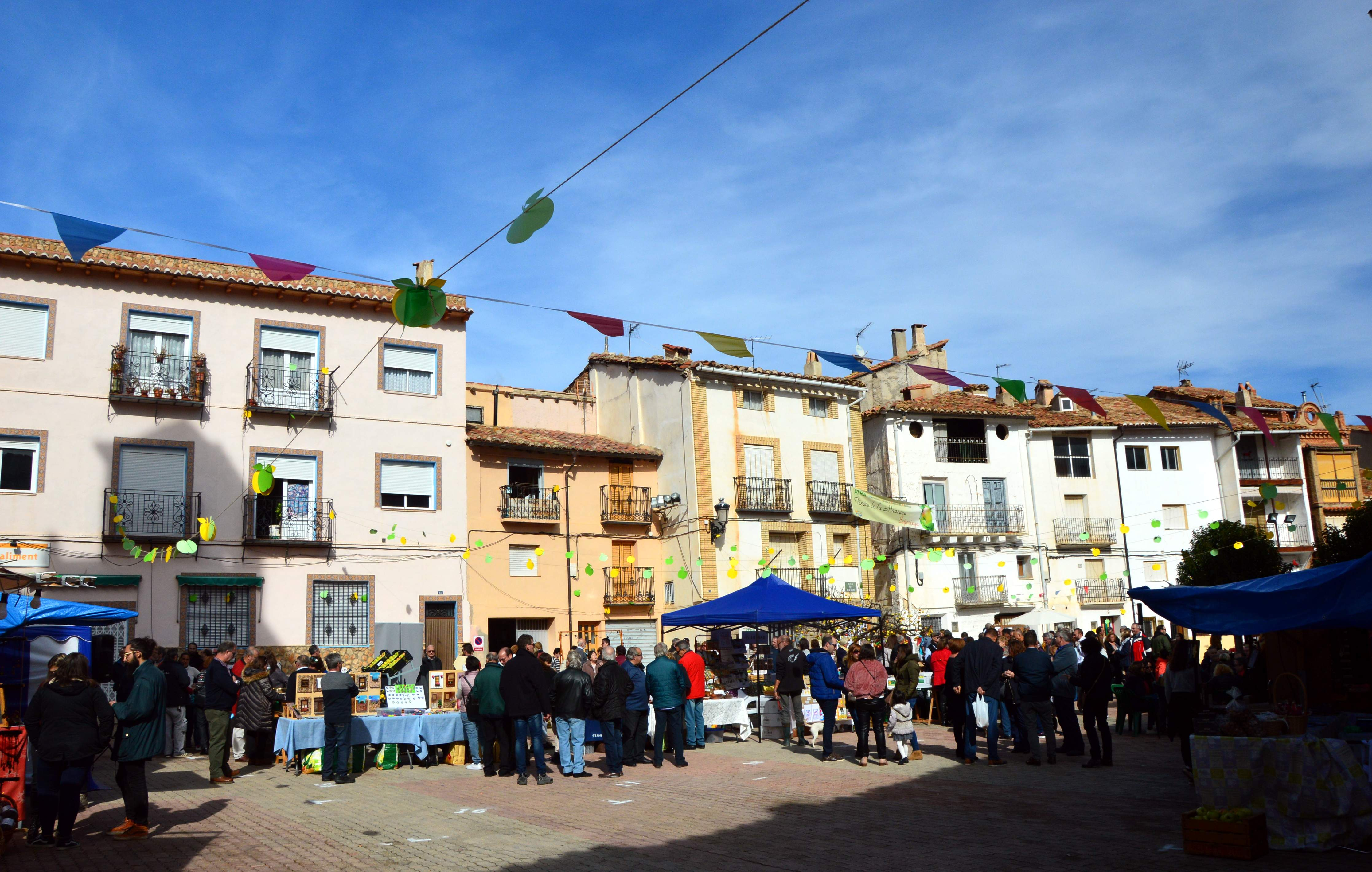
Mercado agroalimentario y mercadillo de artesanía en la VI Fiesta de la Manzana Esperiega (Casas Bajas, Valencia), 2018.
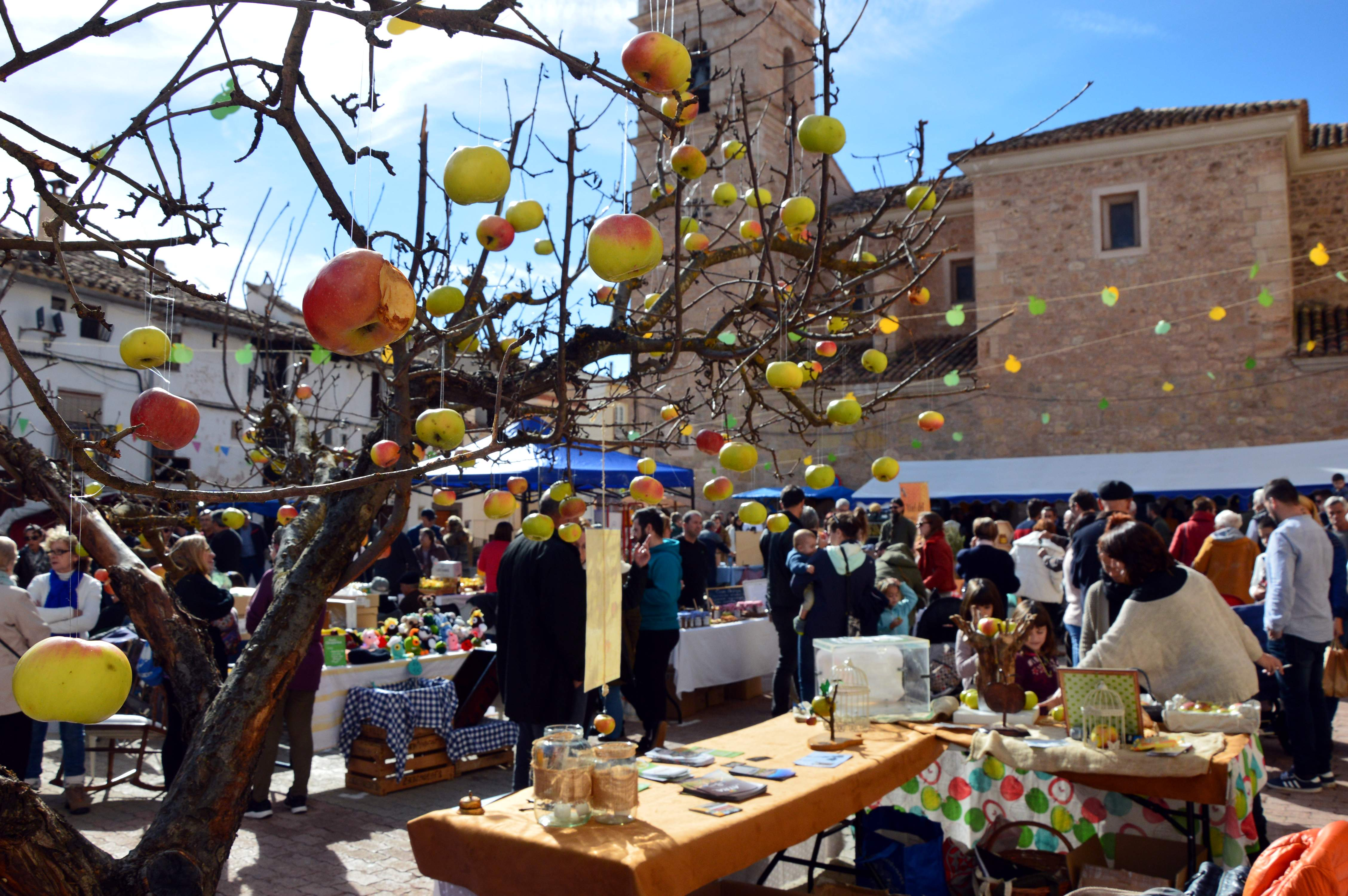
Mercado agroalimentario y mercadillo de artesanía en la VI Fiesta de la Manzana Esperiega (Casas Bajas, Valencia), 2018.
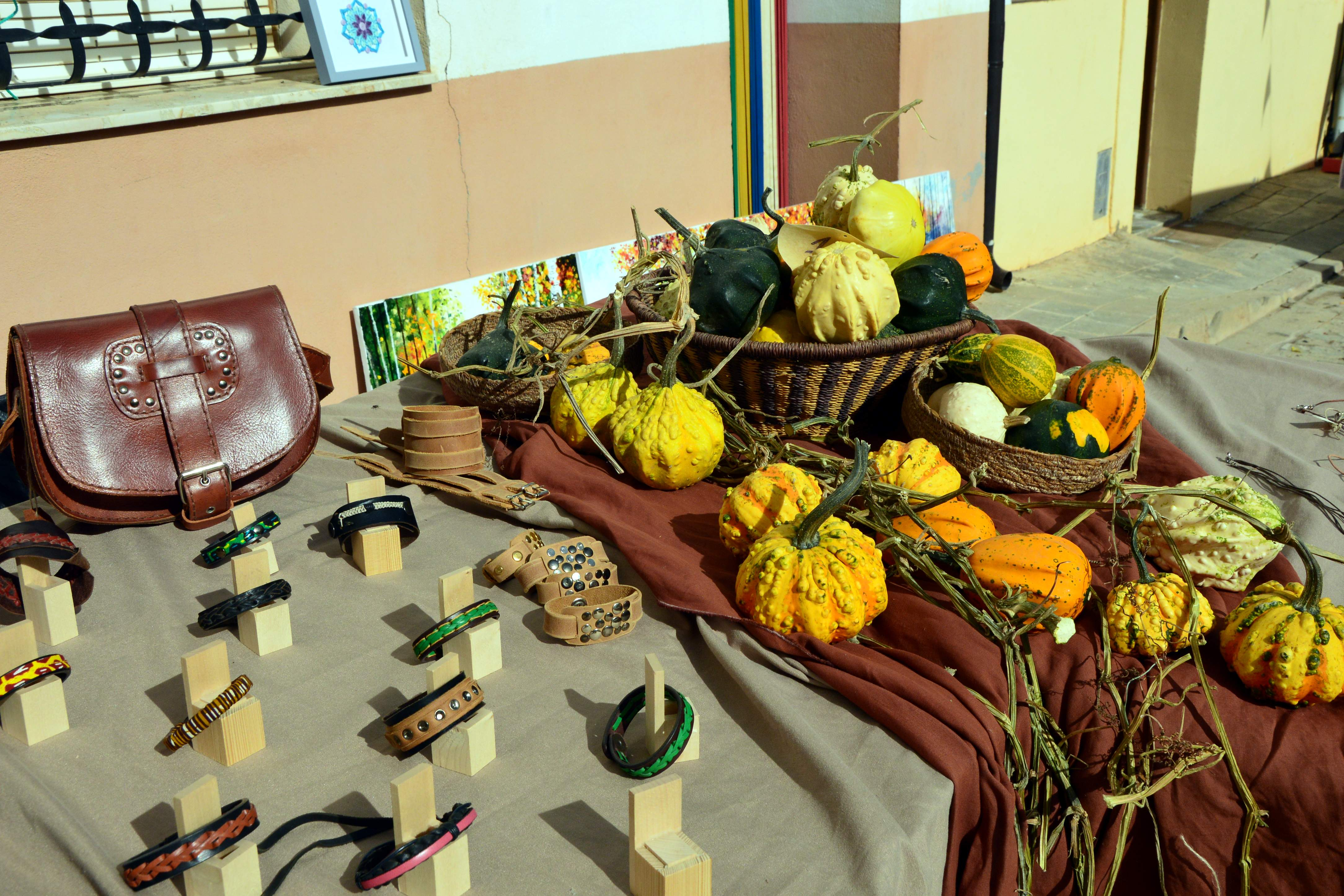
Detalle de puesto en el mercadillo de artesanía en la VI Fiesta de la Manzana Esperiega (Casas Bajas, Valencia), 2018.